# Eisenia (lombriz)
Las lombrices rojas (Eisenia) constituyen un género de lombrices de tierra que presentan color rojizo. Son cosmopolitas, aunque su origen es europeo. Se usan en lombricultura, pues tienen gran importancia como lombrices de compostaje (humus) y como gusanos de cebo. Poseen casi 160 segmentos y el color se debe a un pigmento rojo púrpura situado a nivel subepidérmico.